# Helbigsdorf (Mulda)

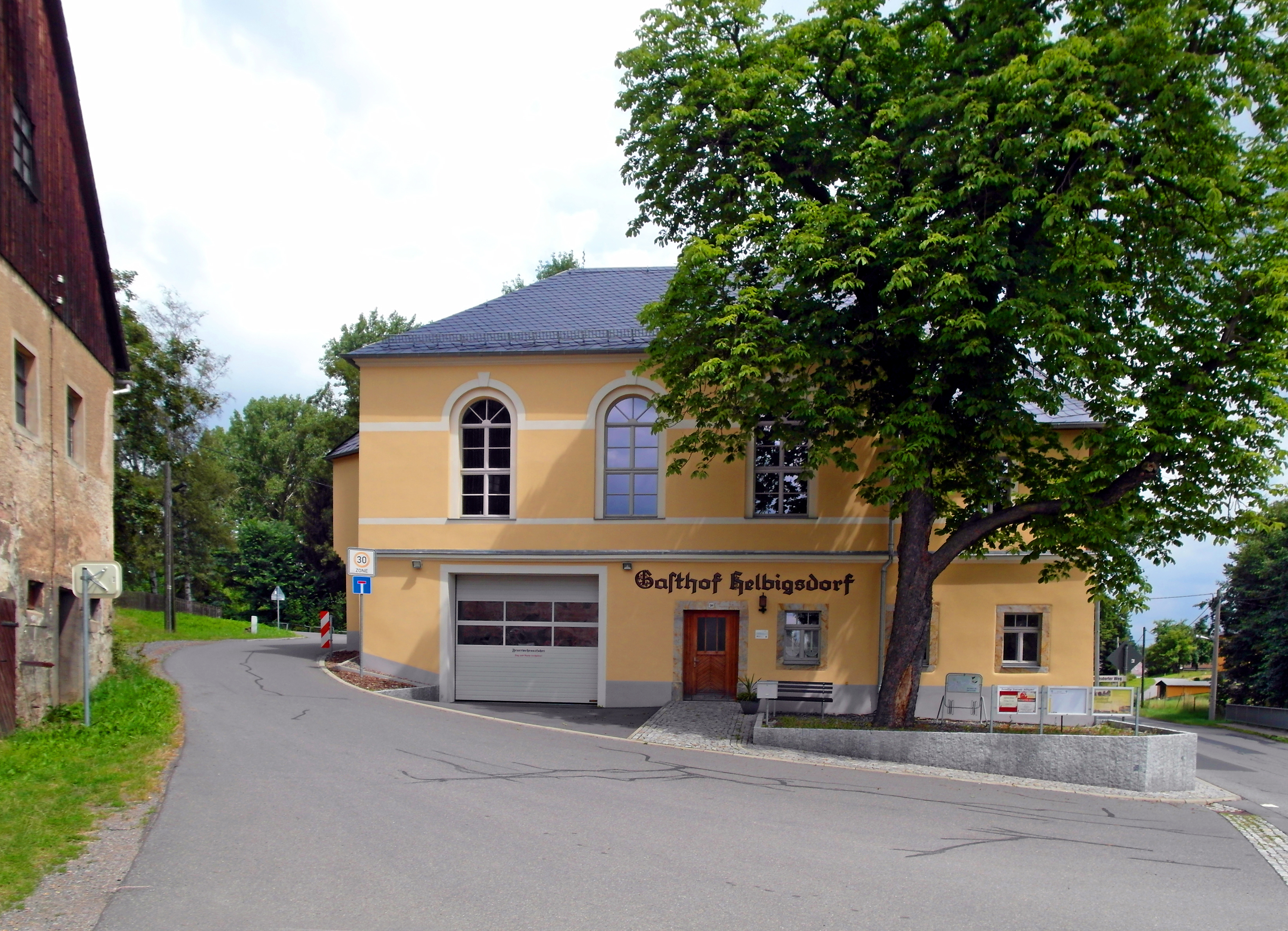
Gasthof Helbigsdorf 2018

Helbigsdorf ist ein Ortsteil der sächsischen Gemeinde Mulda/Sa. im Landkreis Mittelsachsen.

## Geografie

### Lage
Helbigsdorf liegt etwa 10 Kilometer südlich von Freiberg im Erzgebirge. Die Ortslage erstreckt sich über etwa 3 Kilometer entlang des Helbigsdorfer Baches, der nach Osten dem Zethaubach und schließlich der Freiberger Mulde zufließt. Zum Ort gehört noch die so genannte Heidemühle westlich des Ortes, unweit des Unteren Großhartmannsdorfer Teiches sowie am Zethauer Kunstgraben gelegen. Durch den Ort verläuft die Staatsstraße 210 Großhartmannsdorf–Mulda.

### Nachbarorte
| Müdisdorf         |                                             | Weigmannsdorf |
| Großhartmannsdorf | Kompassrose, die auf Nachbargemeinden zeigt | Randeck       |
| Obersaida         | Zethau                                      |               |

## Geschichte
Die erste urkundliche Erwähnung des Ortes datiert von 1324 als Helwigstorf. Kirchlich war der Ort um 1500 Filialkirche von Großhartmannsdorf. Nachdem Helbigsdorf 1667 eigenständige Parochie geworden war, besuchten die Schüler der Orte Helbigsdorf, Müdisdorf und Randeck gemeinsam die hiesige Kirchschule, wobei Randeck bereits vordem eine eigene Schule besessen haben soll. Mit den Schulneubauten in Müdisdorf 1854 und Randeck 1882 besuchten die jeweiligen Schüler fortan die dortigen Schulen. Nachdem ein erstes Schulhaus 1782 abgebrannt war, wurde am 1. Juli 1783 an alter Stelle ein Neubau geweiht und 1883 um ein Wirtschaftsgebäude ergänzt. August Schumann nennt 1816 im Staats-, Post- und Zeitungslexikon von Sachsen Helbigsdorf betreffend u. a.: 

„Es gehört schrifts. zum Rittergute Dörrnthal, hat seit dem J. 1666 eine Pfarrkirche, auch eine Schule, und drei Mühlen von 5 Gängen.“

Im Werk „Neue Sächsischen Kirchengalerie“ von 1901 heißt es weitergehend u. a.: 

„Das Erbgericht, mit seinen Beigütern an 200 ha umfassend, ist eines der größten seiner Art und besitzt neben Brauerei und Brennerei eine namentlich früher sehr schwunghaft betriebene Torfgräberei, […]. Die 554 Seelen zählende Einwohnerschaft nährt sich, einige kleine Handwerker abgerechnet, ausschließlich von Ackerbau, der frelich bei der Ungunst der Verhältnisse und bei der schon etwas rauheren Lage des Ortes nicht sehr lohnend ist, […].“

1906 entstand aus einem ehemaligen Bauerngut ein Schloss. In den Gebäuden wurde zwischen 1946 und 1970 ein Moorbad betrieben, im Jahr darauf wurde im Herrenhaus eine Schule eingerichtet. Bei einem Brand im Jahre 2005 wurden die Anlagen komplett zerstört.
Am 1. Januar 1994 wurde Helbigsdorf nach Mulda eingemeindet.

## Entwicklung der Einwohnerzahl
| Jahr    | Einwohnerzahl                                      |
| ------- | -------------------------------------------------- |
| 1551    | 27 besessene Mann, 70 Inwohner                     |
| 1748/64 | 25 besessene Mann, 2 Gärtner, 24 Häusler, 28 Hufen |
| 1834    | 597                                                |
| 1871    | 710                                                |
| 1890    | 700                                                |

| Jahr | Einwohnerzahl |
| ---- | ------------- |
| 1910 | 585           |
| 1925 | 606           |
| 1939 | 547           |
| 1946 | 714           |
| 1950 | 691           |

| Jahr | Einwohnerzahl |
| ---- | ------------- |
| 1964 | 593           |
| 1990 | 463           |
| 1993 | 444           |

## Sehenswürdigkeiten

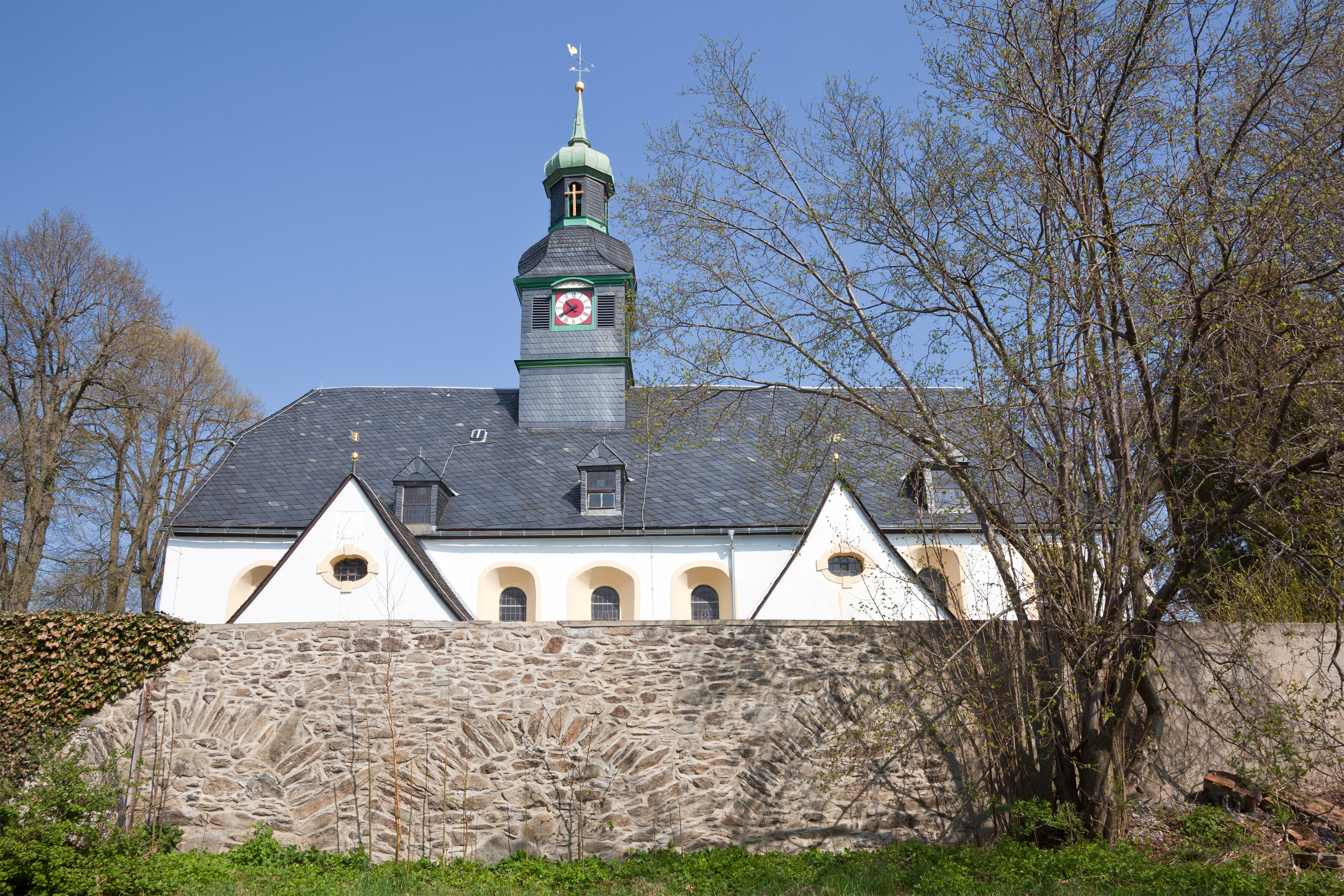
Kirche

Die Kirche Helbigsdorf im Stil der Spätgotik stammt aus dem 14./15. Jahrhundert und war vor der Reformation 1539 Filialkirche von Großhartmannsdorf. Im Jahre 1666 wurde sie zur selbstständigen Parochie erhoben. 1576 und 1726 erfuhr der Bau Erweiterungen. Die Turmuhr geht auf das Jahr 1580 zurück. Die Ausstattung ist zum großen Teil barock. Der Orgelbaumeister Gottfried Silbermann schuf hier in den Jahren 1726–1728 seine kleinste zweimanualige Orgel. Sie ist noch fast unverändert erhalten.